# Bankgiroloterij-Batavus/2000
Deze pagina geeft een overzicht van de wielerploeg Bankgiroloterij-Batavus in 2000.

## Algemeen
Sponsors: Batavus (fietsen), BankGiro Loterij (Nederlandse loterij)
Ploegleiders: Arend Scheppink, Piet Hoekstra
Fietsen: Batavus

## Renners
| Naam                 | Geboortedatum | Nationaliteit | Ploeg 1999              |
| -------------------- | ------------- | ------------- | ----------------------- |
| Johan Bruinsma       | 12-09-1976    | Nederland     |                         |
| Cees Jeurissen       | 05-05-1976    | Nederland     |                         |
| Rudie Kemna          | 05-10-1967    | Nederland     |                         |
| Wim Omloop           | 05-10-1971    | België        | Spar                    |
| Rik Reinerink        | 21-05-1973    | Nederland     |                         |
| Lars Teutenberg      | 02-09-1970    | Duitsland     | Team EC Bayer-Worringen |
| Wim van de Meulenhof | 15-06-1966    | Nederland     | MGI Fietsen             |
| Paul van Schalen     | 25-02-1972    | Nederland     |                         |
| Jan van Velzen       | 07-12-1975    | Nederland     |                         |
| Renger Ypenburg      | 19-05-1971    | Nederland     |                         |

## Overwinningen
| Olympia's Tour 1e etappe: Rudie Kemna Eindklassement: Jan van Velzen Ster van Zwolle Winnaar: Paul van Schalen Ronde van Nederland 4e etappe: Wim Omloop |

Mannen: 1999 · 2000 · 2001 · 2002 · 2003 · 2004 · 2005 · 2006 · 2007 · 2008 · 2009 · 2010 · 2011 · 2012 · 2013 · 2014 · 2015 · 2016 · 2017 · 2018 · 2019 · 2020 · 2021 · 2022 · 2023 · 2024 · 2025
Vrouwen: 2011 · 2012 · 2013 · 2014 · 2015 · 2016 · 2017 · 2018 · 2019 · 2020 · 2021 · 2022 · 2023 · 2024 · 2025